# Принцрегентенплац

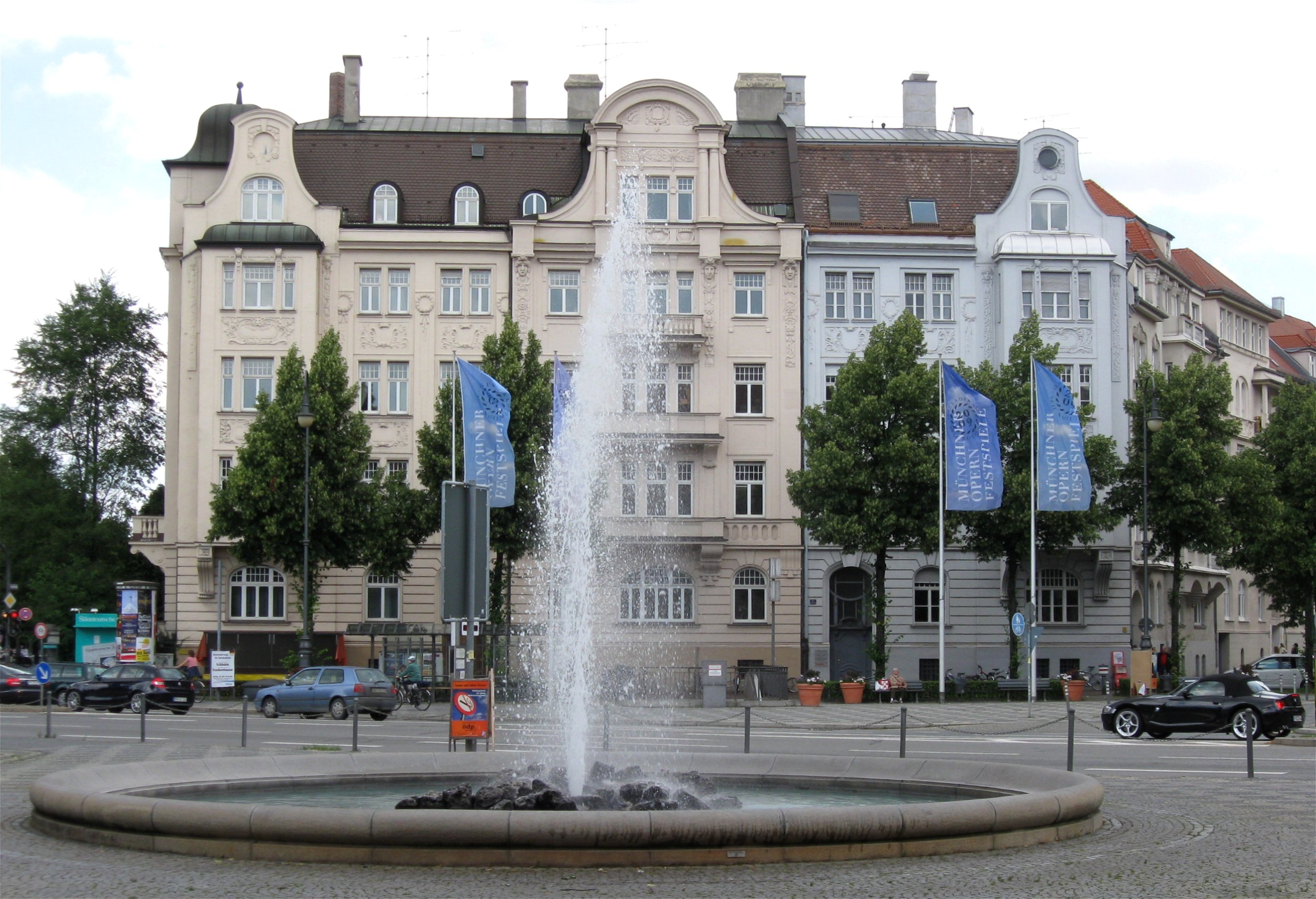
Принцрегентенплац в Мюнхене

Принцре́гентенплац (нем. Prinzregentenplatz — «площадь принца-регента») — площадь в мюнхенском районе Богенхаузен. Получила название в честь принца-регента Баварии Луитпольда. На площади находится одноимённая станция Мюнхенского метрополитена.
На площади находятся Театр принца-регента, а также примечательные дома эпохи грюндерства. В центре площади установлен фонтан. Небольшой сквер украшает памятник Рихарду Вагнеру работы Генриха Вадере. В доме 16 по Принцрегентенплац находилась квартира Адольфа Гитлера, ныне в этом здании размещается отделение полиции.